# Ferrari World Abu Dhabi
Ferrari World Abu Dhabi é um parque de diversões localizado na ilha de Yas, em Abu Dhabi, Emirados Árabes Unidos. Seus donos afirmam que o empreendimento é o maior parque temático coberto do mundo.
O parque é propriedade da Aldar Properties. Ele também é gerenciado pela Farah Leisure Parks Management LLC e a Profun Management Group Inc.
O local foi aberto oficialmente ao público no dia 4 de novembro de 2010. O Ferrari World abrange uma área de 86 mil metros quadrados.